# 広島県道423号原谷神石線
広島県道423号原谷神石線（ひろしまけんどう423ごう はらだにじんせきせん）は、広島県庄原市から神石郡神石高原町に至る一般県道である。

## 概要
庄原市総領町亀谷から神石郡神石高原町福永に至る。原谷とは庄原市総領町亀谷の小字の一つである。

### 路線データ
- 起点：庄原市総領町亀谷（国道432号交点）
- 終点：神石郡神石高原町福永（広島県道25号三原東城線交点）
- 総延長：7.56 km

## 地理

### 通過する自治体
- 庄原市
- 神石郡神石高原町

### 交差する道路
| 交差する道路                                           | 市町村名 | 市町村名   | 交差する場所 | 交差する場所 |
| ------------------------------------------------------ | -------- | ---------- | ------------ | ------------ |
| 国道432号                                              | 庄原市   | 庄原市     | 総領町亀谷   | 起点         |
| 広島県道25号三原東城線 広島県道26号新市七曲西城線 重複 | 神石郡   | 神石高原町 | 福永         | 終点         |

### 沿線
- 神石高原町役場 神石支所（終点付近）
- 神石高原町立神石小学校（終点付近）